# Ellis Miah
Ellis Miah (nascut el 21 de març a la ciutat de Nova York) és un compositor, productor discogràfic, vocalista i DJ estatunidenc d'ascendència bangladesí i caribenya. Ha situat més de 17 discos en diverses llistes d'èxits, incloent-hi Billboard 200, Electronic Album, Club Play i Maxi Singles com a part dels equips de producció Orange Factory i Beat Hustlerz.  Com a compositor, productor i remesclador ha treballat amb artistes com Miley Cyrus, Backstreet Boys, Annie Lennox, RuPaul, Big Freedia, Siedah Garrett, Todrick Hall, i Loleatta Holloway.
En 2014, Miah va fundar el segell discogràfic boutique Celler Superette. La seva primera artista va ser Tsarina Nares, filla del famós artista Jamie Nares. El seu EP de debut anomenat “I'm To Blame” va ser produït per Miah i llançat a finals de 2014.
La música de Miah també ha aparegut àmpliament en pel·lícules i televisió, incloent-hi Sex and the City, Ray J i Brandi Family Business, Hit the Floor, Brokenhearts Club, RuPaul's Drag Race, Dragrace Allstars, i Punks. En 2013, "Sugar Daddy's Little Girl", produïda i coescrita per Miah, es va utilitzar en els anuncis nacionals de Klondike Xoco-Tac. També en 2013, juntament amb Keo Nozari, va compondre el tema principal d'ABC Nightline Prime.